# Nehir Erdoğan
Nehir Erdoğan, född 1980 i İzmir, är en turkisk TV- och filmskådespelare.

## Filmer
- Hababam Sınıfı Merhaba (2003)
- Okul (2004)
- Meleğin Sırları (2008)

## TV-serier
- Koçum Benim (2002-2004)
- Estağfurullah Yokuşu (2003)
- Yabancı Damat (2004-2007)
- Tatlı Bela Fadime (2007-2008)
- Aşk Bir Hayal (2009-2011)
- Lögnen (Son) (2012)